# Дядькова, Лариса Ивановна
Лариса Ивановна Дядькова (9 марта 1952, Зеленодольск, Татарская АССР) — советская и российская оперная певица (меццо-сопрано), на протяжении сорока лет выступавшая на сцене Мариинского театра. Народная артистка России (2003). В 2015 году назначена директором оперы в Приморском театре оперы и балета (город Владивосток). 

## Жизнь и творчество
Получила музыкальное образование в Казанской и Ленинградской консерваториях (класс И. П. Левандо-Тимоновой). В 1978 году она стала солисткой Кировского театра оперы и балета (ныне Мариинский театр), где начинала с небольших партий. Участвовала в записях многих спектаклей Мариинского театра. В 2000 году обосновалась с семьёй неподалёку от города Люксембург.
В 1990-е и 2000-е годы в составе труппы под руководством Валерия Гергиева она гастролировала по всему миру, исполняя ведущие партии в русских и зарубежных операх. Появлялась на сценах крупнейших театров мира и на международных фестивалях. Среди крупных успехов Дядьковой — такие партии, как Ежибаба в модернизированной версии «Русалки» (2002), Амнерис в «Аиде» (вместе с Хосе Курой) и Азучена в «Трубадуре» (вместе с Роберто Аланьей).
Дебют Дядьковой в «Метрополитен-опере» состоялся в 1996 году в партии Мадлен в опере «Андре Шенье», а в 1998 году она исполнила роль Марфы в «Царской невесте» на сцене «Ла Скала». В том же году певица участвовала в четырёх постановках «Метрополитен-оперы»: «Князь Игорь», «Руслан и Людмила», «Мазепа» и «Обручение в монастыре».

## Вокальные партии
- «Иван Сусанин» М. И. Глинки — Ваня
- «Руслан и Людмила» М. И. Глинки — Ратмир
- «Хованщина» М. П. Мусоргского — Марфа
- «Князь Игорь» А. П. Бородина — Кончаковна
- «Евгений Онегин» П. И. Чайковского — Ольга
- «Евгений Онегин» П. И. Чайковского — Филиппьевна, няня[6]
- «Мазепа» П. И. Чайковского — Любовь
- «Пиковая дама» П. И. Чайковского — Полина, Графиня
- «Садко» Н. А. Римского-Корсакова — Нежата
- «Сказание о невидимом граде Китеже и деве Февронии» Н. А. Римского-Корсакова — Алконост
- «Кащей Бессмертный» Н. А. Римского-Корсакова — Кащеевна
- «Огненный ангел» С. С. Прокофьева — настоятельница монастыря, гадалка
- «Обручение в монастыре» С. С. Прокофьева — Дуэнья
- «Мёртвые души» Р. К. Щедрина — Коробочка
- «Трубадур» Джузеппе Верди — Азучена
- «Бал-маскарад» Джузеппе Верди — Ульрика
- «Аида» Джузеппе Верди — Амнерис
- «Фальстаф» Джузеппе Верди — миссис Квикли
- «Золото Рейна» Рихарда Вагнера — Фрика
- «Валькирия» Рихарда Вагнера — Фрика
- «Гибель богов» Рихарда Вагнера — Вальтраута
- «Саломея» Рихарда Штрауса — Иродиада
- «Русалка» Антонина Дворжака — Баба-яга
- «Черевички» П. И. Чайковского — Солоха

## Награды и звания
- Орден Дружбы (2010)[7].
- Народная артистка России (2003)[1].
- Заслуженная артистка России (1996)[8].
- Лауреат Всесоюзного конкурса вокалистов имени М. И. Глинки (II премия, 1984)[9].
- Премия «Золотой софит» за лучшую работу оперного артиста (1998)[9].